# Selet (Styrnäs socken, Ångermanland)
Selet är en sjö i Kramfors kommun i Ångermanland och ingår i Ångermanälvens huvudavrinningsområde.